# پاتریک کولمان
پاتریک کولمان (انگلیسی: Patrick Kohlmann؛ زادهٔ ۲۵ فوریهٔ ۱۹۸۳) بازیکن فوتبال اهل آلمان است.
از باشگاه‌هایی که در آن بازی کرده‌است می‌توان به باشگاه فوتبال هولشتاین کیل، باشگاه فوتبال یونیون برلین، باشگاه فوتبال قوت-وایس ارفورت، و باشگاه فوتبال بروسیا دورتموند اشاره کرد.
وی همچنین در تیم ملی فوتبال زیر ۲۱ سال جمهوری ایرلند بازی کرده‌است.